# Stor doroteablomma
Stor doroteablomma (Dorotheanthus bellidiformis) är en isörtsväxtart som först beskrevs av Nicolaas Laurens Nicolaus Laurent Burman, och fick sitt nu gällande namn av Nicholas Edward Brown. Stor doroteablomma ingår i släktet doroteablommor, och familjen isörtsväxter. Arten förekommer tillfälligt i Sverige, men reproducerar sig inte.

## Bildgalleri

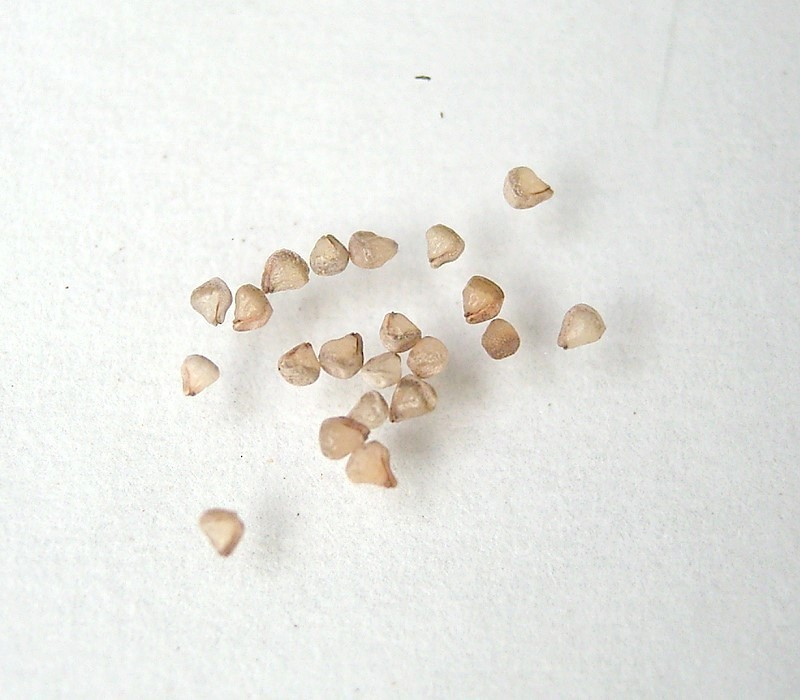
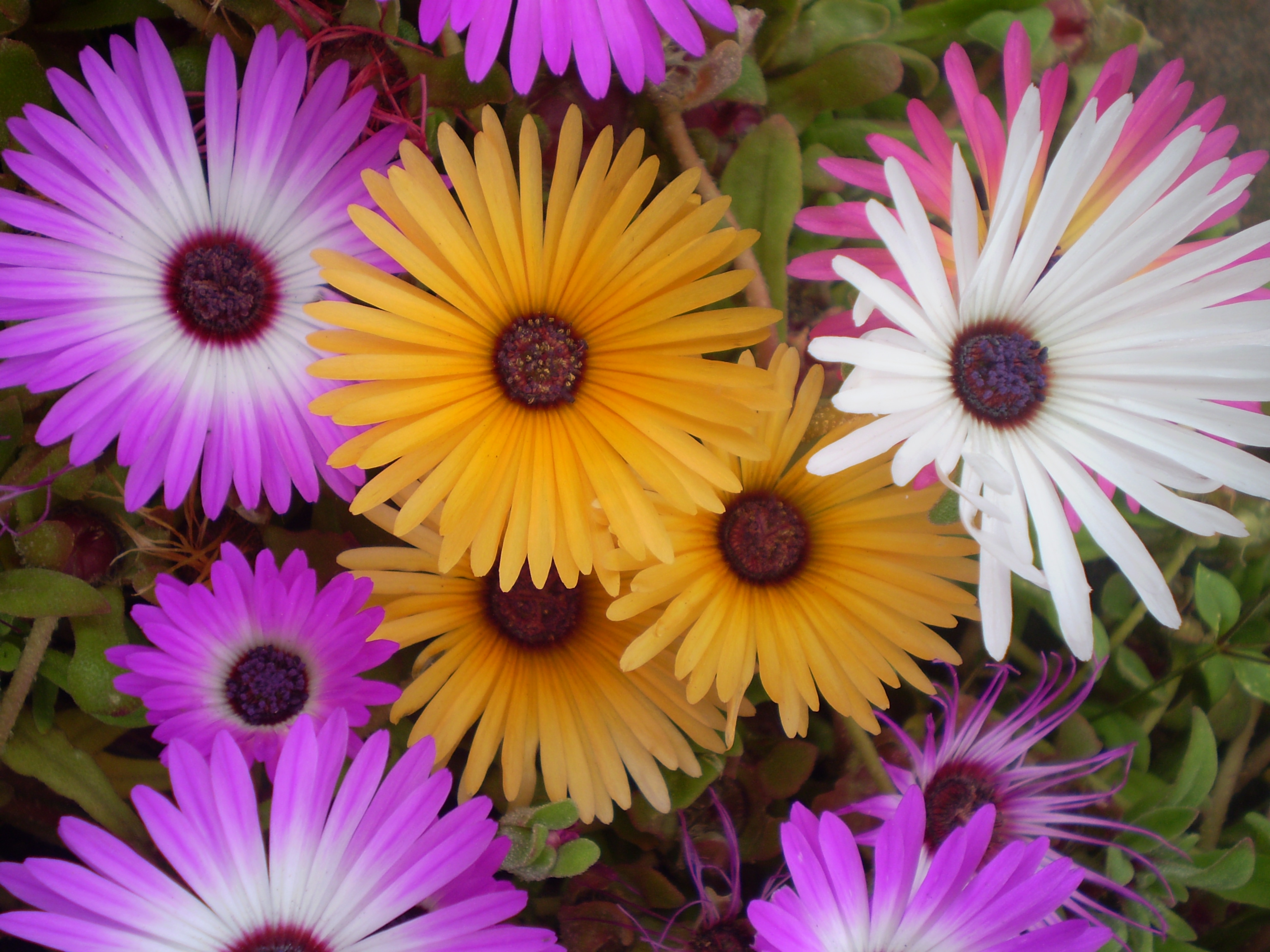
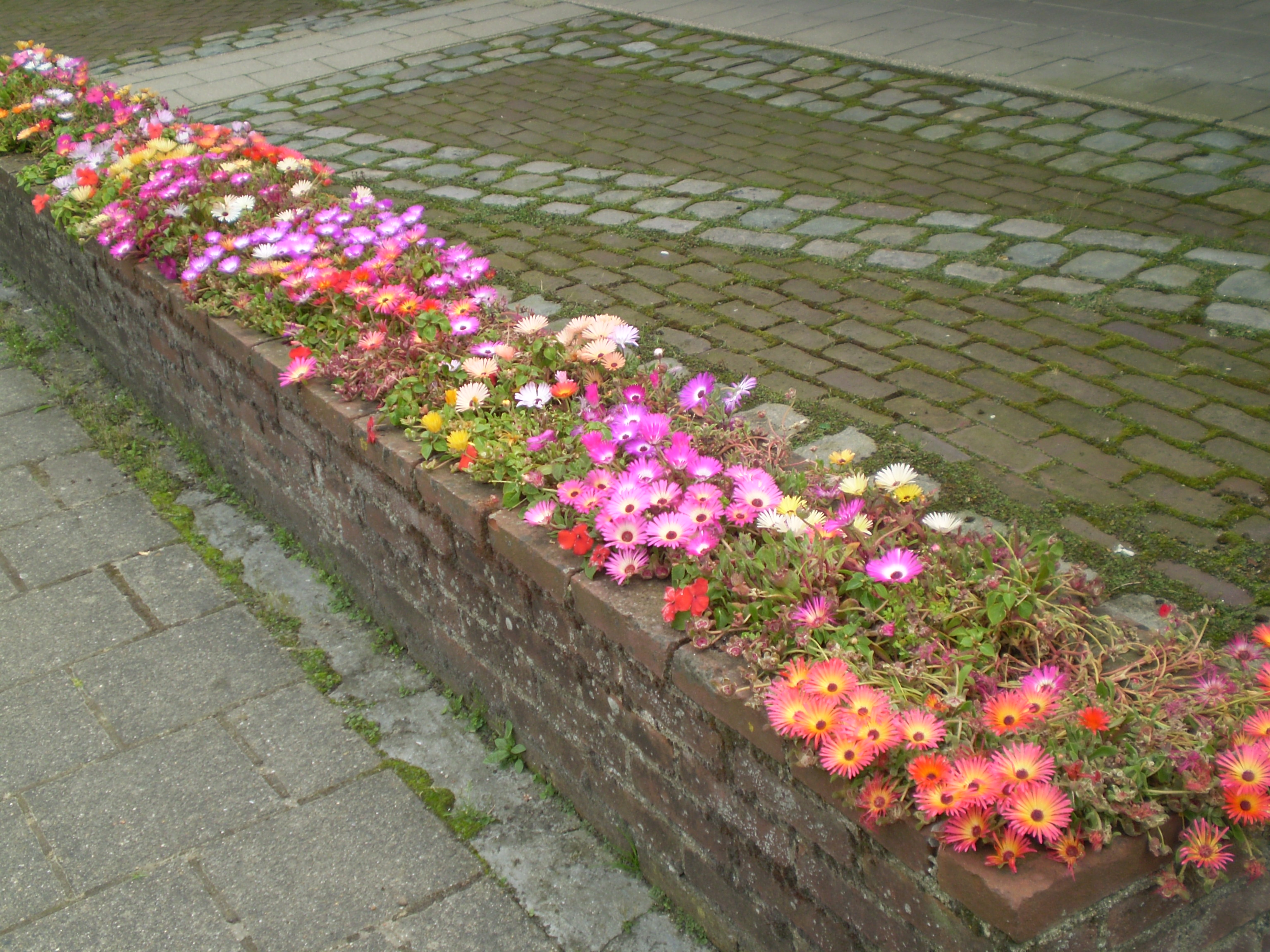
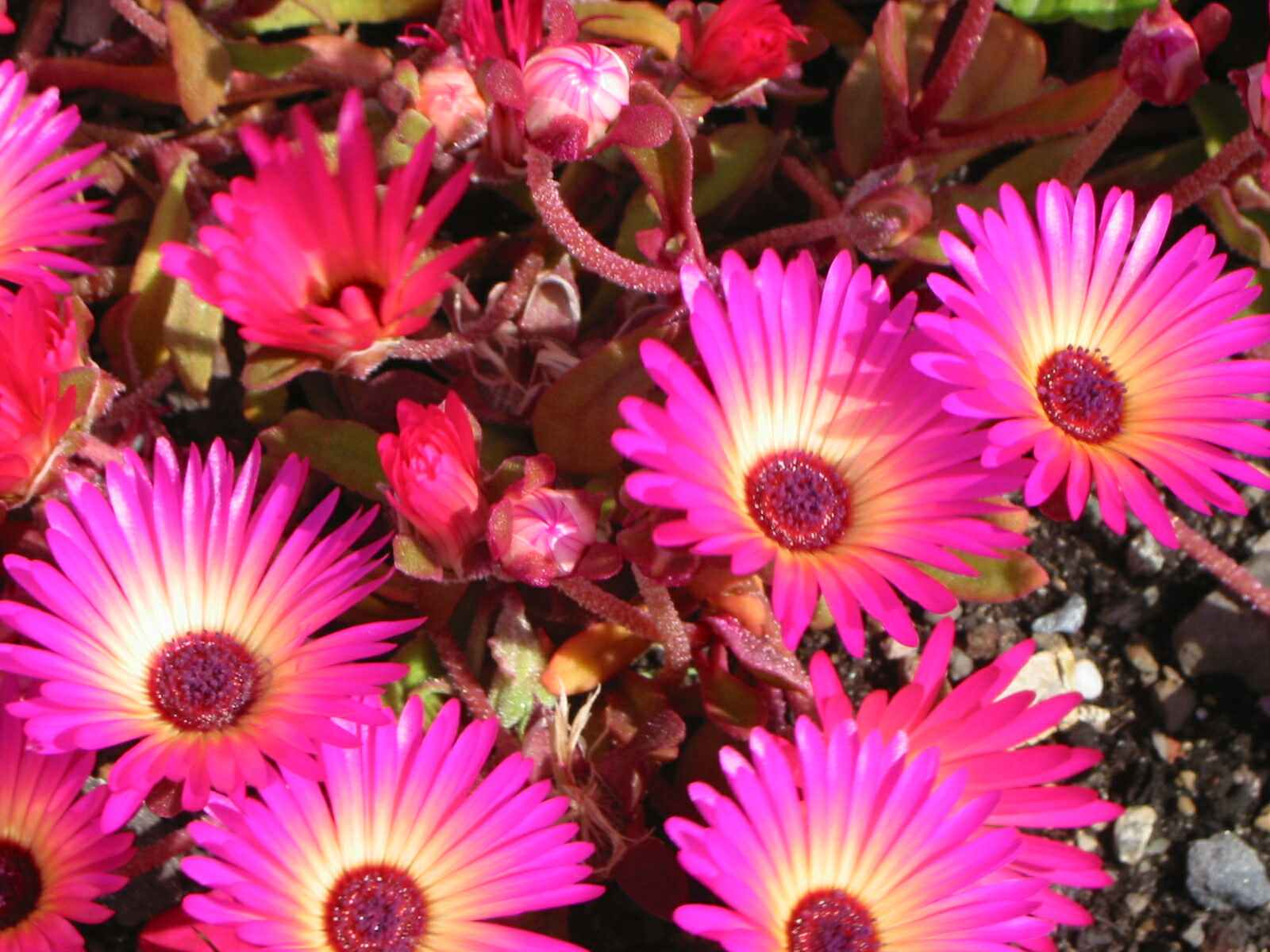
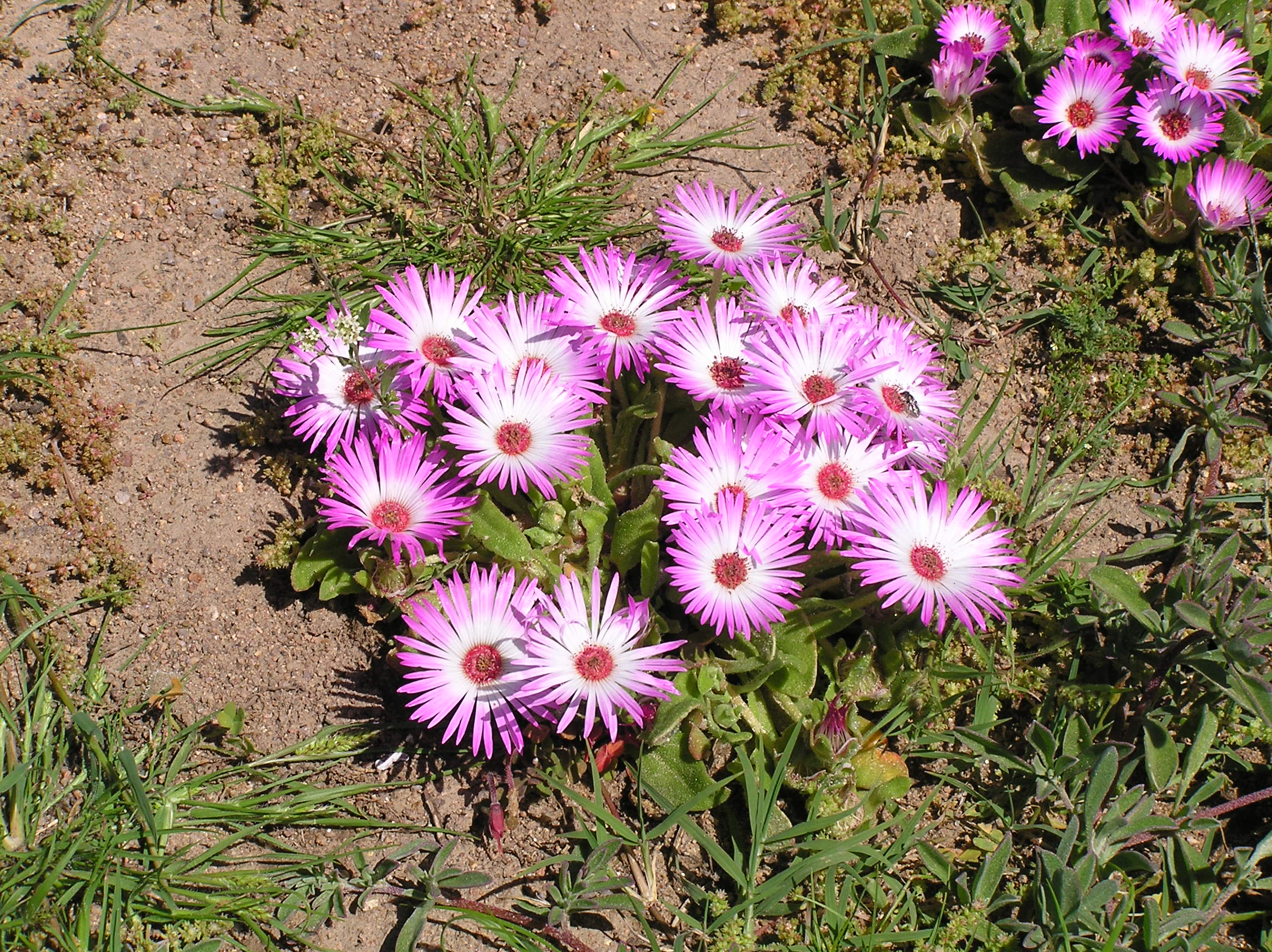
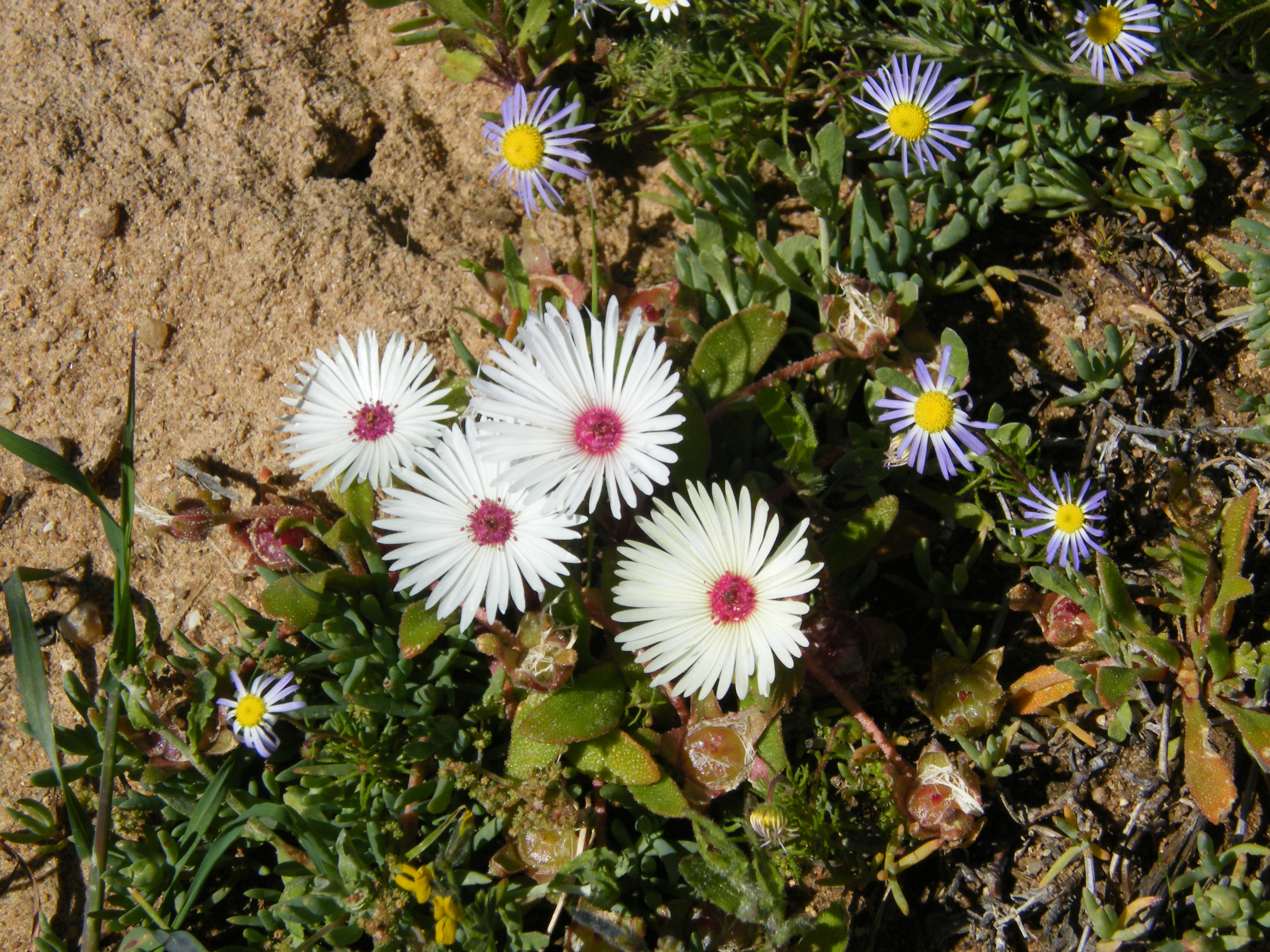